# 南站街道 (柳州市)
南站街道，是中华人民共和国广西壮族自治区柳州市柳南区下辖的一个街道办事处。

## 行政区划
南站街道下辖以下地区：
天鹅湖社区、大鹅山社区、红桥社区、上游社区、汇江社区、太阳社区、利民社区和南站路社区。